# Jarosław Kubicki
Jarosław Kubicki (Lubin, 1995. augusztus 7. –) lengyel korosztályos válogatott labdarúgó, a Jagiellonia Białystok középpályása.

## Pályafutása

### Klubcsapatokban
Kubicki a lengyelországi Lubin városában született. Az ifjúsági pályafutását a helyi Zagłębie Lubin akadémiájánál kezdte.
2014-ben mutatkozott be a Zagłębie Lubin első osztályban szereplő felnőtt keretében. 2018. július 1-jén a Lechia Gdańskhoz igazolt. Először a 2018. július 20-ai, Jagiellonia Białystok ellen 1–0-ra megnyert mérkőzésen lépett pályára. Első gólját 2018. október 6-án, a Zagłębie Sosnowiec ellen hazai pályán 4–1-es győzelemmel zárult találkozón szerezte meg. 2023. július 5-én a Jagiellonia Białystokhoz írt alá.

### A válogatottban
Kubicki az U20-as és az U21-es korosztályú válogatottakban is képviselte Lengyelországot.

## Statisztikák
2023. július 22. szerint
| Klub                  | Szezon   | Osztály     | Bajnokság | Bajnokság | Kupa és Ligakupa | Kupa és Ligakupa | Nemzetközi | Nemzetközi | Összesen | Összesen |
| Klub                  | Szezon   | Osztály     | Meccs     | Gól       | Meccs            | Gól              | Meccs      | Gól        | Meccs    | Gól      |
| --------------------- | -------- | ----------- | --------- | --------- | ---------------- | ---------------- | ---------- | ---------- | -------- | -------- |
| Zagłębie Lubin        | 2013–14  | Ekstraklasa | 2         | 0         | 0                | 0                | —          | —          | 2        | 0        |
| Zagłębie Lubin        | 2014–15  | I Liga      | 20        | 0         | 0                | 0                | —          | —          | 20       | 0        |
| Zagłębie Lubin        | 2015–16  | Ekstraklasa | 28        | 4         | 1                | 0                | —          | —          | 29       | 4        |
| Zagłębie Lubin        | 2016–17  | Ekstraklasa | 34        | 1         | 0                | 0                | 6          | 0          | 40       | 1        |
| Zagłębie Lubin        | 2017–18  | Ekstraklasa | 26        | 1         | 4                | 0                | —          | —          | 30       | 1        |
| Zagłębie Lubin        | Összesen | Összesen    | 110       | 6         | 5                | 0                | 6          | 0          | 121      | 6        |
| Lechia Gdańsk         | 2018–19  | Ekstraklasa | 35        | 4         | 6                | 0                | —          | —          | 41       | 4        |
| Lechia Gdańsk         | 2019–20  | Ekstraklasa | 27        | 0         | 5                | 1                | 1          | 0          | 33       | 1        |
| Lechia Gdańsk         | 2020–21  | Ekstraklasa | 28        | 1         | 2                | 0                | —          | —          | 30       | 1        |
| Lechia Gdańsk         | 2021–22  | Ekstraklasa | 30        | 2         | 2                | 0                | —          | —          | 32       | 2        |
| Lechia Gdańsk         | 2022–23  | Ekstraklasa | 31        | 2         | 2                | 0                | 4          | 0          | 37       | 2        |
| Lechia Gdańsk         | Összesen | Összesen    | 151       | 9         | 17               | 1                | 5          | 0          | 173      | 10       |
| Jagiellonia Białystok | 2023–24  | Ekstraklasa | 1         | 0         | 0                | 0                | —          | —          | 1        | 0        |
| Összesen              | Összesen | Összesen    | 262       | 15        | 22               | 1                | 11         | 0          | 295      | 16       |

## Sikerei, díjai
Zagłębie Lubin
- I Liga
  - Feljutó (1): 2014–15

- Lengyel Kupa
  - Döntős (1): 2013–14

Lechia Gdańsk
- Lengyel Kupa
  - Győztes (1): 2018–19
  - Döntős (1): 2019–20

- Lengyel Szuperkupa
  - Győztes (1): 2019